# Ollie Edwards
Ollie Edwards (Londra, 1982) è un modello britannico.

## Carriera
Nato a Londra nel 1982, Ollie Edwards inizia la propria carriera nel mondo della moda soltanto nel 2007, dopo aver definitivamente abbandonato le proprie ambizioni nella motocross. La popolarità per lui arriva nel 2009 quando nello stesso anno viene scelto come testimonial per le campagne pubblicitarie di Ralph Lauren, Emporio Armani, Lacoste, Benetton, Y-3 e Trussardi. Inoltre compare sulle copertine e su articoli di riviste come GQ, L'Officiel, Vogue Italia, V Men, i-D e Numéro Homme.
Edwards ha inoltre lavorato per Tommy Hilfiger, Alexander McQueen, Staerk & Victor, Enrico Coveri, Dunhill e DKNY. Nel 2010 è stato confermato come volto di Armani. Nel 2009 Ollie Edwards è stato nominato dalla rivtsa Forbes come il sesto modello di maggior successo dell'anno. Inoltre è stato posizionato alla posizione numero otto della classifica stilata dal sito models.com.

## Agenzie
- FM Agency - Londra
- VNY Model Management - New York
- Ford Models - Parigi
- d'management - Milano
- 2pm Model Management - Copenaghen
- Kult Agency - Amburgo